# División de Honor femenina de rugby
La División de Honor femenina de rugby, conocida por motivos de patrocinio como Liga Iberdrola de Rugby, es la máxima categoría del rugby femenino en España.

## Historia
En España, a finales de los años setenta, un grupo de chicas estudiantes de Educación Física, de la mano de José Antonio Sancha, profesor de rugby en el INEF de Barcelona, deciden entrenar al rugby con el equipo masculino y prepararse para jugar en serio a este juego considerado tradicionalmente de hombres (aunque no tuvo un reconocimiento por parte de la Federación Catalana de Rugby hasta 1983).
El hecho de que este juego despertara tanto interés entre las estudiantes provocó que fuese considerado materia obligatoria y anual para todos, dejando de ser un monográfico exclusivo para los chicos.
En unos pocos años el rugby femenino se fue extendiendo por la Comunidad de Madrid, País Vasco y la Comunidad Valenciana. En 1991, España contaba con 27 equipos femeninos participando en competiciones territoriales.
El primer partido se jugó en Barcelona entre los clubs INEF Barcelona y el BUC y rápidamente se crearon otros clubes en diferentes puntos de España aunque fundamentalmente en los primeros años solamente procedían de Barcelona, Madrid y sus respectivas áreas metropolitanas. Los principios del rugby femenino se caracterizan sobre todo, por un fuerte “choque” con el sistema masculino, el cual, todavía perdura en algunos aspectos.

## Sistema de puntuación
- Cada victoria suma 4 puntos.
- Cada empate suma 2 puntos.
- Cuatro ensayos o más suma 1 punto de bonus ofensivo.
- Perder por una diferencia de siete puntos o inferior suma 1 punto de bonus defensivo.

## Palmarés

### Campeonato de España Femenino
| Año  | Campeón                    | Finalista                   | Resultado |
| ---- | -------------------------- | --------------------------- | --------- |
| 1989 | INEF Barcelona (1º)        | CEU Madrid                  | 10 - 6    |
| 1990 | CEU Madrid (1º)            | CD Puig Castellar           | 30 - 0    |
| 1991 | Club Alcobendas Rugby (1º) | INEF Barcelona              | 24 - 0    |
| 1992 | Club Alcobendas Rugby (2º) | INEF Barcelona              | 4 - 0     |
| 1993 | CR Majadahonda (1º)        | CR Bonanova                 | 6 - 0     |
| 1994 | CR Majadahonda (2º)        | CR Bonanova                 | 15 - 0    |
| 1995 | INEF Barcelona (2º)        | CR Majadahonda              | 10 - 0    |
| 1996 | Getafe RC (1º)             | Barcelona Universitari Club | 10 - 0    |
| 1997 | Getafe RC (2º)             | Rugby Club L'Hospitalet     | 15 - 0    |

### Copa de la Reina
| Año  | Campeón                      | Finalista                   | Resultado |
| ---- | ---------------------------- | --------------------------- | --------- |
| 1998 | Rugby Club L'Hospitalet (1º) | CR Majadahonda              | 71 - 12   |
| 1999 | CR Liceo Francés (1º)        | CR Majadahonda              | 24 - 12   |
| 2000 | CR Liceo Francés (2º)        | CR Majadahonda              | 20 - 6    |
| 2001 | Getxo RT (1º)                | Rugby Club L'Hospitalet     | 13 - 10   |
| 2002 | Rugby Club L'Hospitalet      | UCM                         | 24 - 20   |
| 2003 | UCM (1º)                     | Barcelona Universitari Club | 18 - 6    |
| 2004 | UCM (2º)                     | Getxo RT                    | 14 - 13   |
| 2005 | INEF Barcelona (3º)          | Olímpico de Pozuelo RC      | 26 - 12   |
| 2006 | INEF Barcelona (4º)          | Olímpico de Pozuelo RC      | 19 - 18   |
| 2007 | INEF Barcelona (5º)          | Olímpico de Pozuelo RC      | 25 - 19   |
| 2008 | Getxo RT (2º)                | INEF Barcelona              | 7-3       |
| 2009 | INEF Barcelona (6º)          | Getxo RT                    | 26 - 10   |
| 2010 | INEF Barcelona (7º)          | Getxo RT                    | 33 - 5    |

### División de Honor
| Año     | Campeón                         | Subcampeón                      | Tercero                    | Cuarto                  | Desciende                               |
| ------- | ------------------------------- | ------------------------------- | -------------------------- | ----------------------- | --------------------------------------- |
| 2010-11 | INEF Barcelona (8º)             | CRAT                            | CR Majadahonda             | GEiEG                   | Gaztedi RT                              |
| 2011-12 | INEF Barcelona (9º)             | CRAT                            | Bizkarians RE              | CR Majadahonda          | XV Sanse Scrum                          |
| 2012-13 | INEF Barcelona (10º)            | Olímpico de Pozuelo RC          | CRAT                       | CR Cisneros             | Gòtics RC                               |
| 2013-14 | Olímpico de Pozuelo RC (1º)     | CRAT                            | INEF Barcelona             | GEiEG                   | -                                       |
| 2014-15 | CRAT (1º)                       | Getxo RT                        | Olímpico de Pozuelo RC     | GEiEG                   | Complutense Cisneros                    |
| 2015-16 | INEF Barcelona (11º)            | CR Majadahonda                  | XV Sanse Scrum             | Olímpico de Pozuelo RC  | -                                       |
| 2016-17 | Olímpico de Pozuelo RC (2º)     | CRAT                            | CR Majadahonda             | Getxo RT                | GEiEG                                   |
| 2017-18 | Olímpico de Pozuelo RC (3º)     | CR Majadahonda                  | CRAT                       | Complutense Cisneros    | Getxo RT                                |
| 2018-19 | CRAT (2º)                       | INEF-L'Hospitalet               | CR Majadahonda             | Complutense Cisneros    | XV Hortaleza RC                         |
| 2019-20 | Corteva Cocos Rugby (1º)        | CR Majadahonda                  | CR Complutense Cisneros    | XV Sanse Scrum          | INEF-L'Hospitalet Autoconsa El Salvador |
| 2020-21 | CR Complutense Cisneros (1º)    | CR Majadahonda                  | AVIA Eibar Rugby Taldea    | Corteva Cocos Rugby     | C.P. Les Abelles                        |
| 2021-22 | Corteva Cocos Rugby (2º)        | CR Majadahonda                  | Olímpico de Pozuelo RC     | CR Complutense Cisneros | XV Sanse Scrum                          |
| 2022-23 | CR Majadahonda (3º)             | Corteva Cocos Rugby             | CR El Salvador             | AVIA Eibar Rugby Taldea | CR Complutense Cisneros                 |
| 2023-24 | Silicius Rugby Majadahonda (4º) | CRAT Residencia Rialta A Coruña | C. R. El Salvador          | C. R. Sant Cugat        | Olímpico de Pozuelo R. C.               |
| 2024-25 | Colina Clinic El Salvador (1º)  | Silicius Rugby Majadahonda      | Simón Verde Magnolia Cocos | C. R. Sant Cugat        | Social Energy AVRFCB                    |

## Historial
| Club                        | Campeonas | Subcampeonas | Campeonato / Copa Reina / Liga DHF |
| --------------------------- | --------- | ------------ | ---------------------------------- |
| INEF Barcelona              | 11        | 4            | 2 + 5 + 4                          |
| C. R. Majadahonda           | 4         | 10           | 2 + 0 + 2                          |
| Olímpico de Pozuelo R. C.   | 3         | 4            | 0 + 0 + 3                          |
| C. R. Liceo Francés         | 3         | 0            | 0 + 3 + 0                          |
| CRAT                        | 2         | 5            | 0 + 0 + 2                          |
| Getxo R. T.                 | 2         | 4            | 0 + 2 + 0                          |
| Club Alcobendas Rugby       | 2         | 0            | 2 + 0 + 0                          |
| CRC Pozuelo (UCM)           | 2         | 0            | 0 + 2 + 0                          |
| Getafe R. C.                | 2         | 0            | 2 + 0 + 0                          |
| Univesitario Sevilla C. R.  | 2         | 1            | 0 + 0 + 2                          |
| RC L'Hospitalet             | 1         | 3            | 0 + 1 + 0                          |
| CEU Madrid                  | 1         | 1            | 1 + 0 + 0                          |
| C. R. Complutense Cisneros  | 1         | 0            | 0 + 0 + 1                          |
| C. R. El Salvador           | 1         | 0            | 0 + 0 + 1                          |
| Barcelona Universitari Club | 0         | 2            |                                    |
| C. R. Bonanova              | 0         | 2            |                                    |
| C. D. Puig Castellar        | 0         | 1            |                                    |